# Фридрих Франц фон Хоенлое-Валденбург-Шилингсфюрст
Фридрих Франц Августин Мария фон Хоенлое-Валденбург-Шилингсфюрст (на немски: Friedrich Franz Augustin Maria Prinz zu Hohenlohe-Waldenburg-Schillingsfürst; * 15 февруари 1879, Будапеща; † 24 май 1958, Куритиба, Бразилия) е австро-унгарски благородник, принц от Хоенлое-Валденбург-Шилингсфюрст.

## Биография
Той е вторият син на принц Хлодвиг Карл Йозеф Мария фон Хоенлое-Валденбург-Шилингсфюрст (1848 – 1929) и първата му съпруга графиня Мария Франциска Анна Терезия Хедвиг Естерхази де Галанта (1856 – 1884). Внук е на 5. княз Фридрих Карл I Йозеф фон Хоенлое-Валденбург-Шилингсфюрст (1814 – 1884) и принцеса Тереза Амалия Юдита фон Хоенлое-Шилингсфюрст (1816 – 1891), дъщеря на княз Франц Йозеф фон Хоенлое-Шилингсфюрст (1787 – 1841) и принцеса Каролина Фридерика Констанца фон Хоенлое-Лангенбург (1792 – 1847). Баща му се жени втори път на 2 март 1890 г. в Будапеща за графиня Саролта Майлат де Сзекхели (1856 – 1928).
Фидрих Франц фон Хоенлое става военно аташе в Австро-унгарското посолство в Санкт Петербург. Той е през Първата световна война шеф на немската пропаганда и директор на немския шпионаж в Швейцария. Там той се запознава с бъдещата си съпруга Стефани Мария Вероника Юлиана Рихтер, която е унгарска еврейка и живее във Виена, и след три седмици ѝ предлага брак. Тя е шпионка на Хитлер.
През последните дни на Втората световна война Фидрих Франц и втората му съпруга се местят в Куритиба в Бразилия. Там той умира на 24 май 1958 г. на 79-годишна възраст.

## Фамилия
Първи брак: (морг.) на 12 май 1914 г. в Лондон със Стефани Мария Вероника Юлиана Рихтер (* 16 септември 1891, Виена; † 13 юни 1972, Женева), дъщеря на др. Йохан Себастиан Рихтер, адвокат, съдия († 1909), и съпругата му Лудмила Куранда.
Стефани има връзка от март 1914 г. с ерцхерцог Франц Салватор Австрийски-Тоскана (1866 – 1939) и има от него един син принц Франц Йозеф Рудолф Ханс Верианд Макс Стефан Антон фон Хоенлое-Валденбург-Шилингсфюрст (* 5 декември 1914, Виена). Фидрих Франц фон Хоенлое признава детето за свое и му дава фамилното си име. Те се развеждат на 29 юли 1920 г. Стефани има афера и с Фриц Видеман (* 16 август 1891, Аугсбург).
Втори брак: на 6 декември 1920 г. в Будапеща с графиня Емануела Каталин Борбала Илона Батхиани фон Немет-Ужвар (* 11 април 1883, Икервар; † 13 декември 1964, Куритиба, Бразилия), разведена през 1920 г. от граф Емил Десеви де Кзернек ет Таркейо (1873 – 1933), дъщеря на Лудвиг/Лайос Истван Ласцло Антал Геца (1860 – 1951) и графиня Илона Андрази де Кзик-Зцент-Кирали Кирали ет Крацкна Хорка (1858 – 1952). Бракът е бездетен.